# ویلیام برترام (هنرپیشه)
ویلیام برترام (انگلیسی: William Bertram؛ ۱۹ ژانویهٔ ۱۸۸۰ – ۱ مهٔ ۱۹۳۳) یک کارگردان اهل کانادا بود.